# Jay Lethal
Jamar Shipman (* 21. April 1985), besser bekannt unter seinem Ringnamen Jay Lethal, ist ein US-amerikanischer Wrestler, der derzeit bei All Elite Wrestling unter Vertrag steht.

## Wrestlingkarriere

### Independent-Ligen (seit 2001)
Am 26. Oktober 2001 debütierte Shipman unter dem Gimmick Jay Lethal bei Jersey All Pro Wrestling (JAPW). Hier durfte er im September 2002 den JAPW Television Title erringen. Bei JAPW durfte er 2004 JAPW Light Heavyweight Champion werden. Shipman trat noch bei anderen Independentligen auf (z. B. PWU: Wrestle-Reality, New York Wrestling Connection, National Wrestling Alliance New York oder Full Impact Pro). Bei New York Wrestling Connection durfte er den NYWC Light Heavyweight Title erringen. Im Oktober 2006 durfte Shipman mit Azrieal bei Jersey All Pro Wrestling JAPW Tag Team Champion werden. Im Dezember 2006 durfte er bei Big Time Wrestling den BTW Heavyweight Champion Titel gewinnen. 2007 und 2008 nahm Shipman als Black Machismo auch an verschiedenen Turnieren der Independent Wrestling Association teil. Im Februar 2009 wurde Shipman zum zweiten Mal JAPW Heavyweight Champion.

### Ring of Honor Wrestling (2003–2006)
Im Februar 2003 bestritt Shipman sein erstes Match bei Ring of Honor. Als Hydro wurde er Mitglied bei Special K. Shipman trat sowohl bei Jersey All Pro Wrestling als auch bei Ring of Honor auf. Im Juli 2004 trat Shipman erstmals auch bei Ring of Honor als Jay Lethal auf. Im Jahre 2005 durfte er bei Ring of Honor den ROH Pure Title erringen.

### Total Nonstop Action Wrestling (2005–2011)
Am 13. Dezember 2005 bestritt Shipman sein erstes Match bei Total Nonstop Action Wrestling. Außerdem trat Shipman weiterhin bei einigen Independentligen auf. Im Juni 2007 durfte er zum ersten Mal den TNA X-Division Championtitel erhalten. Diesen durfte Shipman, nachdem er ihn wieder abgeben musste, im September 2007 ein weiteres Mal gewinnen. Am 10. Februar 2008 durfte er den Titel erneut erlangen, musste ihn aber am 18. April an Petey Williams abgeben. Im Dezember 2008 erhielt er gemeinsam mit Consequences Creed die TNA World Tag Team Championship. Im September 2010 durfte Shipman erneut den TNA X-Division Title gewinnen. Im September verlor er den Titel an Amazing Red, durfte den Titel allerdings ein paar Tage später zum 5-mal gewinnen. Am 7. November 2010 musste er den Titel an Robbie E abgeben, ehe er ihn einen Monat später zum sechsten Mal gewinnen durfte. Shipman fehdete 2010 gegen Ric Flair, AJ Styles, Kazarian, Robert Roode, James Storm, Matt Morgan und Douglas Williams.
Am 21. April 2011 wurde Shipman von TNA entlassen.

### Rückkehr zu ROH Wrestling (2011–2021)
Bei dem Internet Pay-per-View Best in the World am 26. Juni 2011 gab er sein Comeback für Ring of Honor. Am 13. August 2011 gewann er von El Generico zum ersten Mal die ROH World Television Championship, verlor den Titel aber am 31. März 2012 bei Showdown in the Sun an Roderick Strong.

### New Japan Pro Wrestling (2016–2021)
Durch die Zusammenarbeit zwischen Ring of Honor Wrestling und New Japan Pro-Wrestling verteidigte Lethal am 4. Januar 2016 beim Wrestle Kingdom 10 Event seinen ROH World Championship gegen Michael Elgin erfolgreich.

### All Elite Wrestling (seit 2021)
Am 13. November 2021 debütierte Shipman im Rahmen des Full Gear-PPVs bei All Elite Wrestling.

## Wrestlingerfolge
Ring of Honor Wrestling
- 2× ROH World Champion
- 2× ROH World Television Champion
- 1× ROH Pure Champion

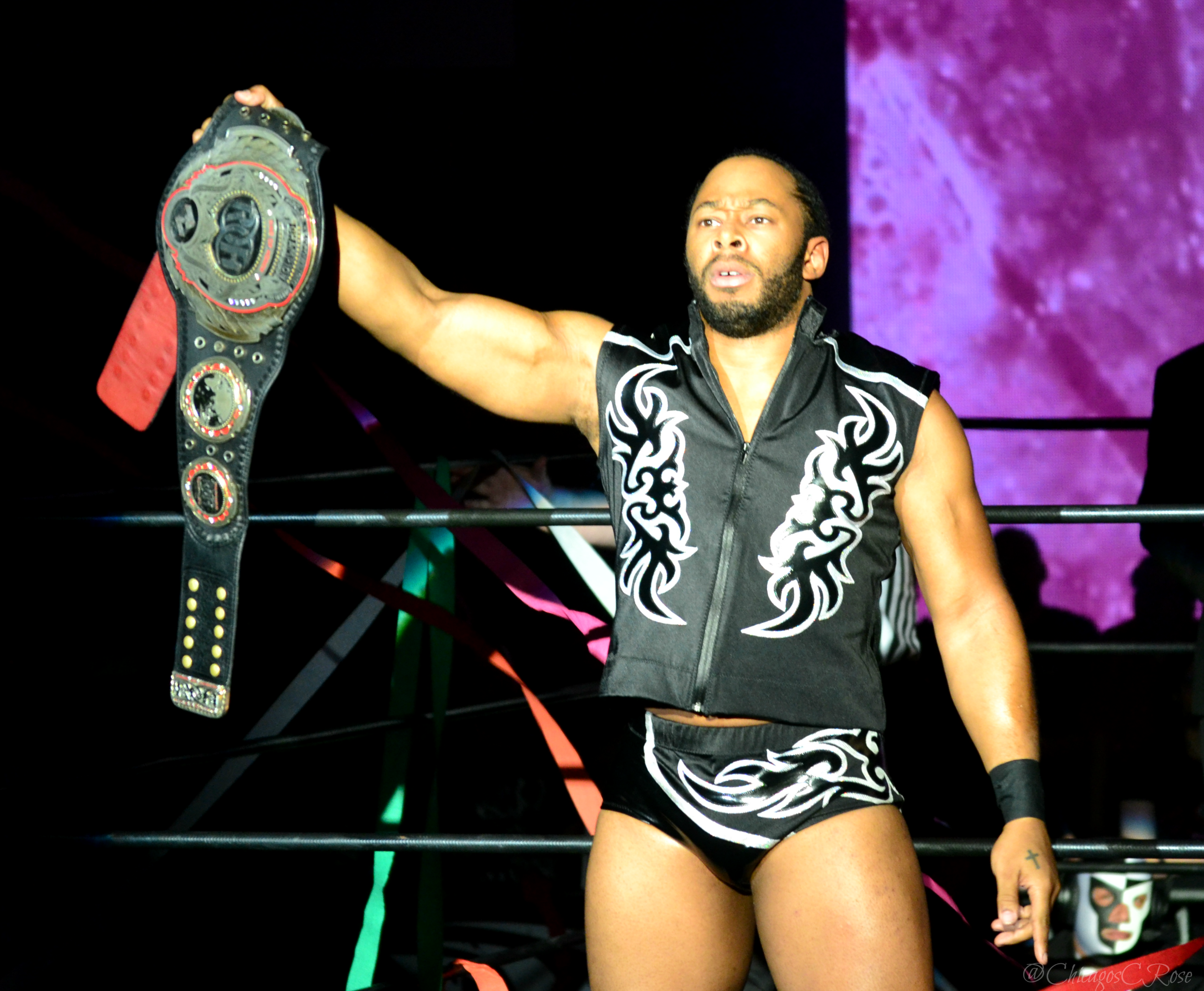
Jay Lethal als ROH World Champion (2016).

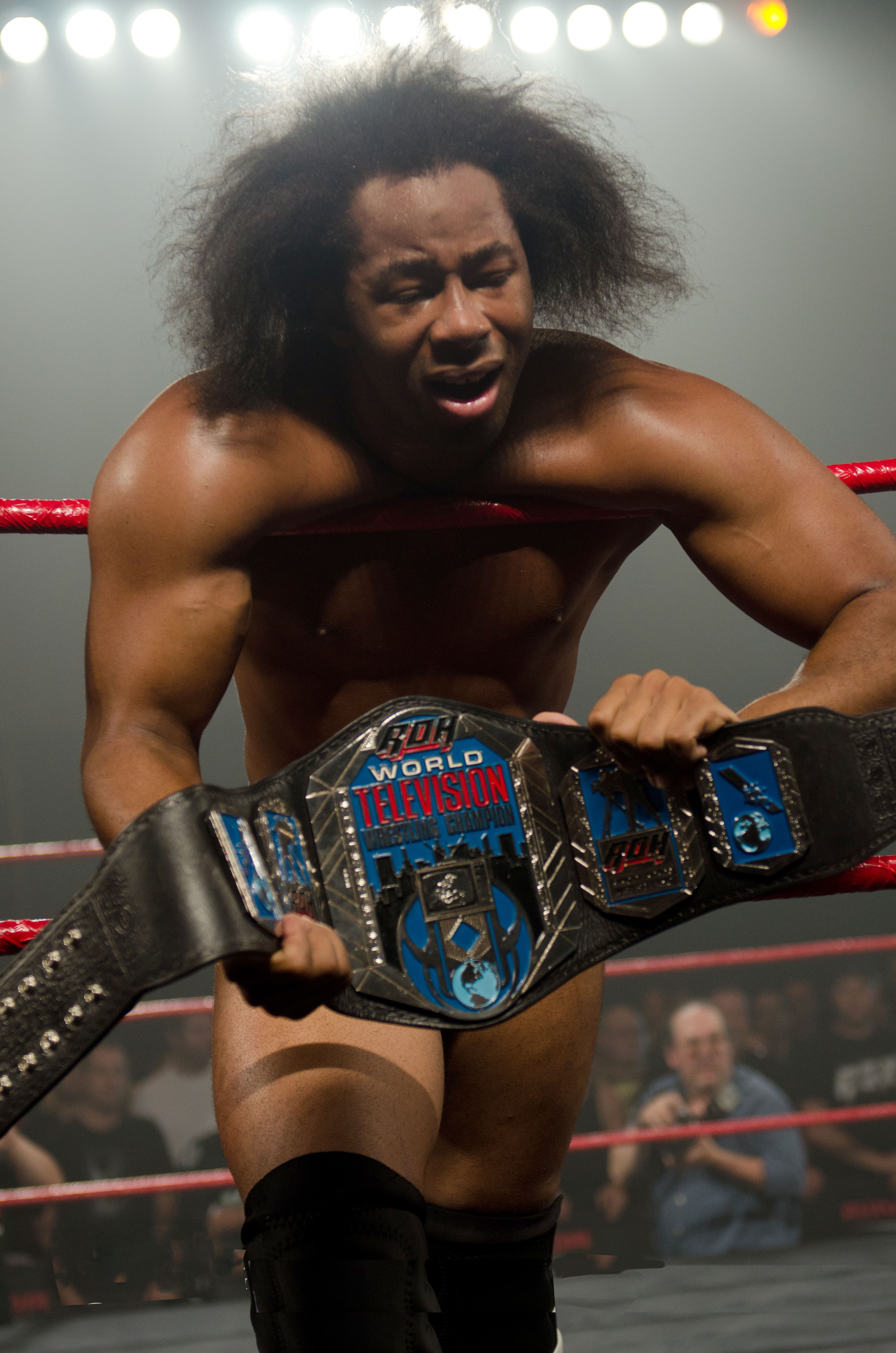
Jay Lethal als ROH World Television Champion (2011).

- 1× ROH World Tag Team Championship mit Jonathan Gresham

Total Nonstop Action Wrestling
- 1× TNA World Tag Team Champion – (mit Consequences Creed)
- 6× TNA X Division Champion
- 1× World X Cup Tournament (2006) – (mit Chris Sabin, Sonjay Dutt & Alex Shelley)

Jersey All Pro Wrestling
- 2× JAPW Heavyweight Champion
- 1× JAPW Tag Team Champion – (mit Azriael)
- 1× JAPW Television Champion
- 1× JAPW Light Heavyweight Champion

Jersey Championship Wrestling
- 1× JCW Television Champion
- 1× JCW Cruiserweight Champion
- 1× JCW J-Cup Champion

Big Time Wrestling
- 1× BTW Heavyweight Champion

Pro Wrestling Illustrated
- PWI Top 500 Ranking 2017: Platz 52